# Geophis rostralis
Espèce
Synonymes
- Elapoides rostralis Jan, 1865

Geophis rostralis  est une espèce de serpents de la famille des Dipsadidae.

## Répartition
Cette espèce est endémique de l'État d'Oaxaca au Mexique. Elle se rencontre dans la Sierra Madre del Sur.

## Publication originale
- Jan, 1865 : Iconographie générale des ophidiens. Tome XII, J. B. Balliere et Fils, Paris (texte intégral).